# Jacques Anouma
Jacques Anouma, né le 11 décembre 1951 à Alépé en Côte d'Ivoire, est un homme politique ivoirien, ancien président de la Fédération ivoirienne de football (FIF) et de l'UFOA. En parallèle de ses activités politiques, il a exercé des fonctions dans le secteur privé. Il est de confession catholique.

## Enfance, finance et direction de club
Enfant, Jacques Anouma joue dans l’équipe minime du stade d'Abidjan. Il participe plus tard aux compétitions organisées par l'Office ivoirien des sports scolaires et universitaires (OISSU).
Anouma est cadre financier de formation. Il occupe ensuite le poste de cadre puis de directeur administratif et financier au sein de la compagnie aérienne Air France de Côte d'Ivoire. Il devient par la suite cadre et membre de la direction financière du constructeur français d’automobile Renault.
De 1983 à 1989, Anouma est membre du comité directeur du club l’ASEC Mimosas d’Abidjan. Il occupe successivement les fonctions de trésorier de la section football puis de trésorier du comité central.

## Fonctions politiques
Ancien membre du Parti démocratique de Côte d'Ivoire (PDCI), il se rapproche du Front populaire ivoirien (FPI), le parti au pouvoir à partir en 2000. En novembre 2000, Jacques Anouma est nommé directeur administratif et financier par le nouveau Président de la république de Côte d'Ivoire Laurent Gbagbo. En juillet 2009, avant les évènements de 2010-2011, il occupe toujours ce poste.

## Ascension au sein de la Fédération ivoirienne de football
En 1991, Jacques Anouma fait son entrée au comité directeur de la Fédération ivoirienne de football (FIF), et devient président du comité d’organisation des compétitions. Il devient par la suite président de la Ligue professionnelle de football ivoirienne. En 1995, il est promu premier vice-président de la FIF, et devient le bras droit du président de la fédération de l'époque Ousseynou Dieng. À la suite de dissensions avec son supérieur, Anouma démissionne de son poste en mars 1998. Il se consacre alors à la gestion du Jeunesse Club d'Abidjan (JCA).
En 2002, à la suite de la démission d'Ousseynou Dieng, Jacques Anouma est unanimement élu par les dirigeants de clubs ivoiriens président de la FIF. Sous sa présidence, l'équipe de Côte d'Ivoire de football, guidée par sa star Didier Drogba, se qualifie pour la première fois de son histoire pour la Coupe du monde de la FIFA, à l'occasion de l'édition 2006 en Allemagne. Il est réélu le 18 février 2007.
Le 29 mars 2009, une bousculade au stade Félix-Houphouët-Boigny d'Abidjan fait 19 morts et 132 blessés, en marge du match de qualification à la Coupe du monde 2010 entre la Côte d'Ivoire et le Malawi. Anouma affirme lors du procès du drame, auquel il assiste en tant que témoin, qu'il ne s'était pas préoccupé de la sécurité du stade car il revenait tout juste d'un mariage à l'étranger, et qu'avant tout, « c'est la présence du chef de l'État Laurent Gbagbo qui [le] préoccupait »,. Il ignore les demandes de démission qui s'ensuivent, et en collaboration avec la FIFA offre 75 millions de Francs CFA aux blessés et aux familles des victimes.
En février 2010, à quelques mois de la Coupe du monde en Afrique du Sud, il annonce le limogeage du sélectionneur des Éléphants, Vahid Halilhodžić, à la télévision nationale : « J'ai mis fin au contrat de Vahid Halilhodzic parce que l'un des objectifs fixés n'a pas été atteint : celui de remporter la Coupe d'Afrique des nations 2010. » L'entraîneur bosnien, resté invaincu pendant 23 rencontres en 2 ans à la tête de l'équipe nationale, apprend son limogeage par un fax.
Le 8 mai 2010, Anouma annonce l'ouverture du centre technique national de Bingerville pour accueillir l'entraînement de l'équipe nationale. L'ambition d'Anouma était de faire du centre un « Clairefontaine » ivoirien. Le projet, soutenu par la FIFA, aurait coûté 369 millions de Francs CFA
En février 2011, à la fin de son deuxième mandat, Jacques Anouma quitte son poste de président de la FIF sans se représenter, alors que rien ne l'empêchait de rempiler, les textes de la Fédération ne limitant pas le nombre de mandats. Anouma préfère devenir chef du service financier à la présidence de la Côte d’Ivoire. Il est remplacé à la tête de la FIF par Augustin Sidy Diallo.
L'élection de 2022 à la présidence de la FIF connait plusieurs remous et rebondissements. Jacques Anouma mène une médiation entre les différents candidats en course : Didier Drogba, Sory Diabaté et Yacine Idriss Diallo.

## Président de l'Union des fédérations ouest-africaines de football (UFOA)
De 2004 à 2008, Jacques Anouma préside l'Union des fédérations ouest-africaines de football (UFOA). Il crée le Tournoi des 4 nations, le Tournoi des Centre de formations au Stade Robert Champroux, et la Coupe de l'Assomption. Durant les quatre années de sa présidence, les conflits politiques au sein de l'UFOA empêchent la tenue de la Coupe des Nations, le tournoi régional de la confédération. Ce n'est qu'au moment de la prise de fonction d'Amos Adamu (en) à la présidence de l'UFOA, début 2008, que le tournoi régional fait son retour, du 30 novembre au 14 décembre 2008.

## Parcours à la FIFA
En 2003, Jacques Anouma intègre la Fédération internationale de football association (FIFA) en tant que membre de la commission d’organisation du championnat des juniors. En 2006 ou en 2007, il devient membre du comité exécutif de la FIFA.
En décembre 2017, Jacques Anouma est nommé médiateur des présidents de la CAF et de la FIFA.
Depuis 2018, il est l’envoyé spécial des Présidents de la FIFA et de la CAF pour l’Afrique.

## Candidat à la présidence de la CAF
Au sein de la CAF, Jacques Anouma est membre de la commission des associations et membre de la sous commission des moins de 20 ans.
En 2013, Anouma manifeste son envie de briguer la présidence de la CAF. L’équipe dirigeante de l'époque met en place “l’amendement Raouraoua”, du nom du président de la fédération algérienne de football, dans le but de freiner le challenger du président en exercice de l’époque, Issa Hayatou.
En 2020, il officialise de nouveau sa candidature à la présidence de la CAF. Le 18 novembre 2020, il reçoit le feu vert du premier ministre ivoirien, Hamed Bakayoko au nom du président de la République, Alassane Ouattara. Le 19 février 2021, lors d'une conférence de presse, il dévoile son programme, promettant de n'être candidat que pour un seul mandat.
Le 7 mars 2021, il annonce à la télévision publique ivoirienne renoncer à se présenter à l’élection du président de la CAF prévue le 12 mars à Rabat. Il se rallie implicitement à la candidature du milliardaire sud-africain Patrice Motsepe, qui sera élu après le retrait des quatre autres candidats. Ce retrait, prévu en amont par « l’accord de Rabat », offre à Jacques Anouma, au Sénégalais Augustin Senghor et le Mauritanien Ahmed Yahya un poste de conseiller pour le premier et de vice-présidents pour les deux autres.